# Гордон, Люси
Люси Гордон (англ. Lucy Gordon; 22 мая 1980 года, Оксфорд, Великобритания — 20 мая 2009 года, Париж, Франция) — британская киноактриса и фотомодель. Наиболее известна по ролям в фильмах «Четыре пера» (2002), «Красотки» (2005) и «Человек-паук 3: Враг в отражении» (2007), а также по роли Джейн Биркин, в фильме «Генсбур. Любовь хулигана» (2010).

## Ранние годы
Люси Гордон родилась 22 мая 1980 года, в Оксфорде, в семье Ричарда и Сьюзан Гордон, у неё также была младшая сестра, Кейт. Люси Гордон училась в Оксфордской средней школе, где в 1997 году сдала девять экзаменов. Она переехала в Париж, а перед этим несколько лет жила в Нью-Йорке.

## Карьера
Люси Гордон начала карьеру в 1995 году в возрасте 15-ти лет в качестве фотомодели.
Во время её обучения в школе, она была замечена талантливым споттером из модельного агентства, когда она и её мать посетили выставку одежды. Вскоре она подписала контракт с «Select modelling agency», в Лондоне, и появилась на обложках журналов Glamour и Elle.
Актёрский дебют Гордон состоялся в 2001 году, в фильме «Парфюм». После она сыграла вместе с Хитом Леджером, в фильме «Четыре пера» в 2002 году и снялась во французском комедийном фильме «Красотки» (2005). В 2007 году актриса сыграла репортёра Дженнифер Дуган в фильме «Человек-паук 3: Враг в отражении».
Последней её работой в кино стала роль актрисы и певицы Джейн Биркин, в биографическом фильме «Генсбур. Любовь хулигана» (2010). Кинокартина была представлена на Каннском кинофестивале, в 2009 году и была выпущена в начале 2010 года.
Отец актрисы, Ричард Гордон сказал, что «ей нравилось играть свою роль в этом фильме». Режиссёр Жоанн Сфар и продюсеры фильма Марк Дю Понтавице и Дидье Люпфер опубликовали заявление о том, что «фильм многим обязан щедрости, мягкости и огромному таланту Люси Гордон».

## Смерть
20 мая 2009 года, за 2 дня до 29-летия актриса повесилась. Тело Люси Гордон было обнаружено в парижской квартире актрисы. Рано утром фактический муж Гордон — Жером Альмерс нашёл её повесившейся. Сотрудники полиции определили причину её смерти, как самоубийство.
Она оставила две предсмертные записки, в одной из которых были её последние пожелания относительно её имущества, а в другой письмо для её родителей. Люси Гордон была похоронена на Бромптонском кладбище, в Лондоне.
На кинофестивале в Каннах накануне смерти актрисы, были показаны фрагменты нового фильма с её участием — «Генсбур. Любовь хулигана». В картине режиссёра Жоанна Сфара, рассказывающей о легендарном французском певце и поэте Серже Генсбуре, Люси Гордон сыграла роль его музы, Джейн Биркин.

## Фильмография
| Год  |   | Русское название                              | Оригинальное название             | Роль                          |
| ---- | - | --------------------------------------------- | --------------------------------- | ----------------------------- |
| 2001 | ф | Парфюм                                        | Perfume                           | Сара                          |
| 2001 | ф | Интуиция                                      | Serendipity                       | Кэролайн Митчелл              |
| 2002 | ф | Четыре пера                                   | The Four Feathers                 | Изабель                       |
| 2005 | ф | Красотки                                      | Les poupées russes                | Селия Шелтон                  |
| 2005 | с | Стелла                                        | Stella                            | Инна / эпизод: "Office Party" |
| 2007 | ф | Человек-паук 3: Враг в отражении              | Spider-Man 3                      | Дженнифер Дуган               |
| 2007 | ф |                                               | Сериал                            | Serial / Сэди Грэди           |
| 2009 | ф | Последний международный плейбой               | The Last International Playboy    | Кейт Хардвик                  |
| 2009 | ф | Короткое интервью с отвратительными мужчинами | Brief Interviews with Hideous Men | автостопщица                  |
| 2009 | ф | Киноман                                       | Cineman                           | Вивьен Кук                    |
| 2010 | ф | Генсбур. Любовь хулигана                      | Gainsbourg, vie héroïque          | Джейн Биркин                  |